# Дулван ле Шато
Дулван ле Шато (фр. Doulevant-le-Château) насеље је и општина у североисточној Француској у региону Шампањ-Арден, у департману Горња Марна која припада префектури Сен Дизје.
По подацима из 2011. године у општини је живело 417 становника, а густина насељености је износила 18,83 становника/km². Општина се простире на површини од 22,14 km². Налази се на средњој надморској висини од 209 метара.

## Демографија
| 1962. | 1968. | 1975. | 1982. | 1990. | 1999. | 2011. |
| ----- | ----- | ----- | ----- | ----- | ----- | ----- |
| 485   | 512   | 461   | 442   | 455   | 448   | 417   |

График промене броја становника у току последњих година